# Goya (Argentina)
Goya è una città dell'Argentina, capoluogo del dipartimento omonimo, nella provincia di Corrientes. È la seconda  città della provincia per numero d'abitanti.

## Geografia
La città è ubicata sulla sponda orientale del fiume Paraná, di fronte alla città santafesina di Reconquista. Goya sorge a 226 km a sud dal capoluogo provinciale Corrientes.

## Storia
Goya non nacque in seguito ad un deliberato atto di fondazione, come avvenne per la maggior parte dei centri abitati argentini, ma crebbe come insediamento portuale vicino alla confluenza del torrente Goya nel Paraná, principale via di comunicazione tra le città di Buenos Aires, Corrientes e Asunción. Lo scalo commerciale finì per attrarre la gente del luogo, permettendo lo sviluppo della località.
Il nome potrebbe derivare da quello di Gregoria Goya Morales, che nel 1771 si stabilì nella zona con il marito, Bernardo Olivera, dopo aver chiesto al cabildo di Corrientes un terreno vuoto per poter allevare il proprio bestiame e sfamare in tal modo la numerosa famiglia. Il soprannome della donna sarebbe in tal modo passato ad indicare il magazzino da lei creato nella zona portuale, e in seguito l'intera zona in cui era situato.
Pur mancando una documentazione certa, il 1807 è considerato l'anno di fondazione di Goya. La località ricevette lo status di città dal governo provinciale nel 1852.
Nel 1865, durante la guerra della Triplice Alleanza, Goya fu occupata per diversi mesi dall'esercito paraguaiano.

## Monumenti e luoghi d'interesse

### Architetture religiose
- cattedrale di Nostra Signora del Rosario.

## Società

### Popolazione
Al censimento del 2010 Goya contava una popolazione di 77 349 persone, che la rendono il secondo centro abitato della provincia di Corrientes per numero di abitanti.

### Religione
La città è sede della diocesi di Goya, istituita da papa Giovanni XXIII il 10 aprile 1961.

## Cultura

### Istruzione

#### Musei
- Museo Gauchesco "Curuzú"

### Teatri
- Teatro Municipale Solari

## Infrastrutture e trasporti
Goya sorge all'intersezione tra la strada nazionale 12, che unisce la regione della Mesopotamia con la provincia di Buenos Aires, e la strada provinciale 27.